# ریوتارو یاماموتو
ریوتارو یاماموتو (انگلیسی: Ryotaro Yamamoto؛ زادهٔ ۷ دسامبر ۱۹۹۸) بازیکن فوتبال اهل ژاپن است.